# Hello, Dolly! (musical)
Hello Dolly! è un musical con colonna sonora di Jerry Herman e libretto di Michael Stewart, liberamente tratto dalla farsa di Thornton Wilder The Merchant of Yonkers (1938), successivamente rivisitata dallo stesso Wilder in The Matchmaker (1954). Dolly Gallagher Levi è una vedova che fa da mediatrice nei matrimoni e in tante piccole e grandi transizioni nella Yonkers degli inizi del 900. La donna mette gli occhi su un mercante del posto, Horace Vandergelder, che l'ha assunta per trovargli una moglie. Dopo una serie di situazioni farsesche, compresi scambi di persona, incontri clandestini dietro séparé posizionati con cura, amanti separati e un viaggio in prigione, ciascun personaggio trova il grande amore.

## Trama

### Primo Atto

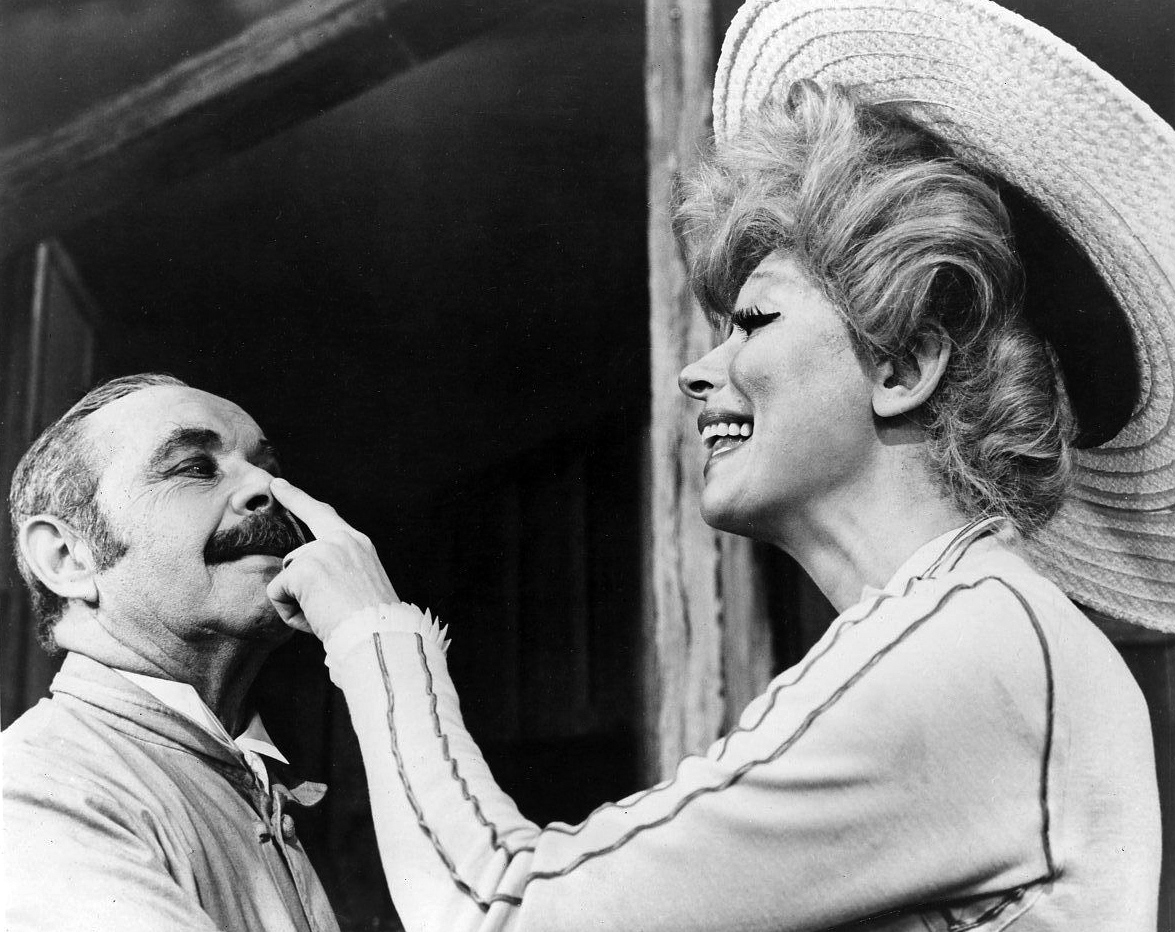
Dolly (Carol Channing) ed Horace (David Burns) nella produzione originale di Hello Dolly! a Broadway (1964)

New York, inizio del XX secolo. La città è in trepidazione per il ritorno di Dolly Gallagher Levi (Call On Dolly), una vivace vedova che sbarca il lunario come sensale di matrimoni, insegnante di ballo e mandolino (I Put My Hand In). Dolly è stata incaricata di trovare una moglie per il burbero mezzo-milionario Horace Vandergelder, ma è chiaro che le intenzioni della donna siano di sposare lei stessa Vandergelder. Ambrose Kemper, un giovane artista, è innamorato di Ermengarde, la piagnucolona nipote di Horace, ma lo zio nega il consenso perché l'uomo è troppo spiantato e privo di prospettive per provvedere a una donna. Ambrose, disperato, ingaggia Dolly per coronare il suo sogno d'amore e i due si mettono in viaggio per Yonkers per convincere Horace a dare la nipote in sposa all'artista.
Intanto, nel suo negozio di generi alimentari, Horace spiega agli impiegati Cornelius Hackl e Barnaby Tucker che vuole risposarsi per avere una donna in casa che faccia allegramente le faccende (It Takes A Woman): il suo piano è di andare a New York con Dolly, marciare alla parata della quattordicesima strada e chiedere alla giovane vedova Irene Molloy, proprietaria di un negozio di cappelli, di sposarlo. Dolly, capite le intenzioni di Horace, gli racconta che il primo marito di Irene non è morto di causa naturali e che una bella ereditiera, Ernestina Money, potrebbe essere interessata a lui. I due decidono di partire per New York, lasciando a Cornelius e Barnaby a gestire il negozio.
Cornelius intanto convince Barnaby a chiudere il negozio e scappare a New York, con l'intento di godersi la vita e finalmente baciare una ragazza. Dopo aver causato un incidente per avere la giustificazione di chiudere il negozio, i due partono per la Grande Mela, dove Dolly propone loro di incontrare due belle donne: Irene Molloy e la sua assistente, Minnie Fay. Intanto, Dolly ha iscritto Ambrose ed Ermengarde ad una gara di ballo al ristorante Harmonia Gardens, affinché Horace possa constatare quanto sia affiatata la coppia. Così, Cornelius, Barbaby, Dolly, Ambrose ed Ermengarde prendono il treno per New York (Put On Your Sunday Clothes).
Irene e Minnie aprono il negozio per il turno del pomeriggio e la proprietaria confessa all'assistente di volere un marito, ma di non essere interessata ad Horace: indosserà quindi un cappello elaborato per attirare l'attenzione di Horace (Ribbons Down My Back). Cornelius e Barnaby entrano nel negozio, fingendosi ricchi acquirenti. Horace e Dolly entrano improvvisamente nel negozio, costringendo Barnaby e Cornelius a nascondersi nell'armadio; mentre i quattro parlano, con grande stupore di Horace Irene dice di conoscere Cornelius e Horace convince Vandergelder che Cornelius abbia una doppia vita: commesso di giorno, playboy di notte. Del resto, mente la donna, Cornelius appartiene alla ricca famiglia Hackl. Horace si è avvicina all'armadio in cui si nascondono i suoi due impiegati e Minnie, Dolly ed Irene lo distraggono intonando canti patriottici (Matherhood March). A Cornelius scappa uno starnuto ed Horace, furioso, lascia il negozio perché ha capito che le donne stanno nascondendo degli uomini, anche se non sa chi siano.
Per riprendersi dall'umiliazione, Cornelius e Barnaby, che continuano a fingersi ricchi, si fanno insegnare da Dolly come ballare, dato che la vedova li ha convinti a portare Irene e Minnie a danzare all'Harmonia Gardens quella sera stessa (Dancing). Dolly intanto decide di lasciarsi finalmente alle spalle l'amato marito defunto Ephram, chiedendogli il permesso di sposare Horace: la vedova aspetterà un segno dall'alto per sapere se il marito le ha dato il suo consenso. Horace intanto si è perso la parata, ma Dolly gli chiede un'altra opportunità per dimostrargli le sue doti di paraninfa, dato che crede che Ernestina Money sia la donna perfetta per lui; gli chiede quindi di incontrarla all'Harmonia Gardens (Before the Parade Passes By).

### Secondo Atto

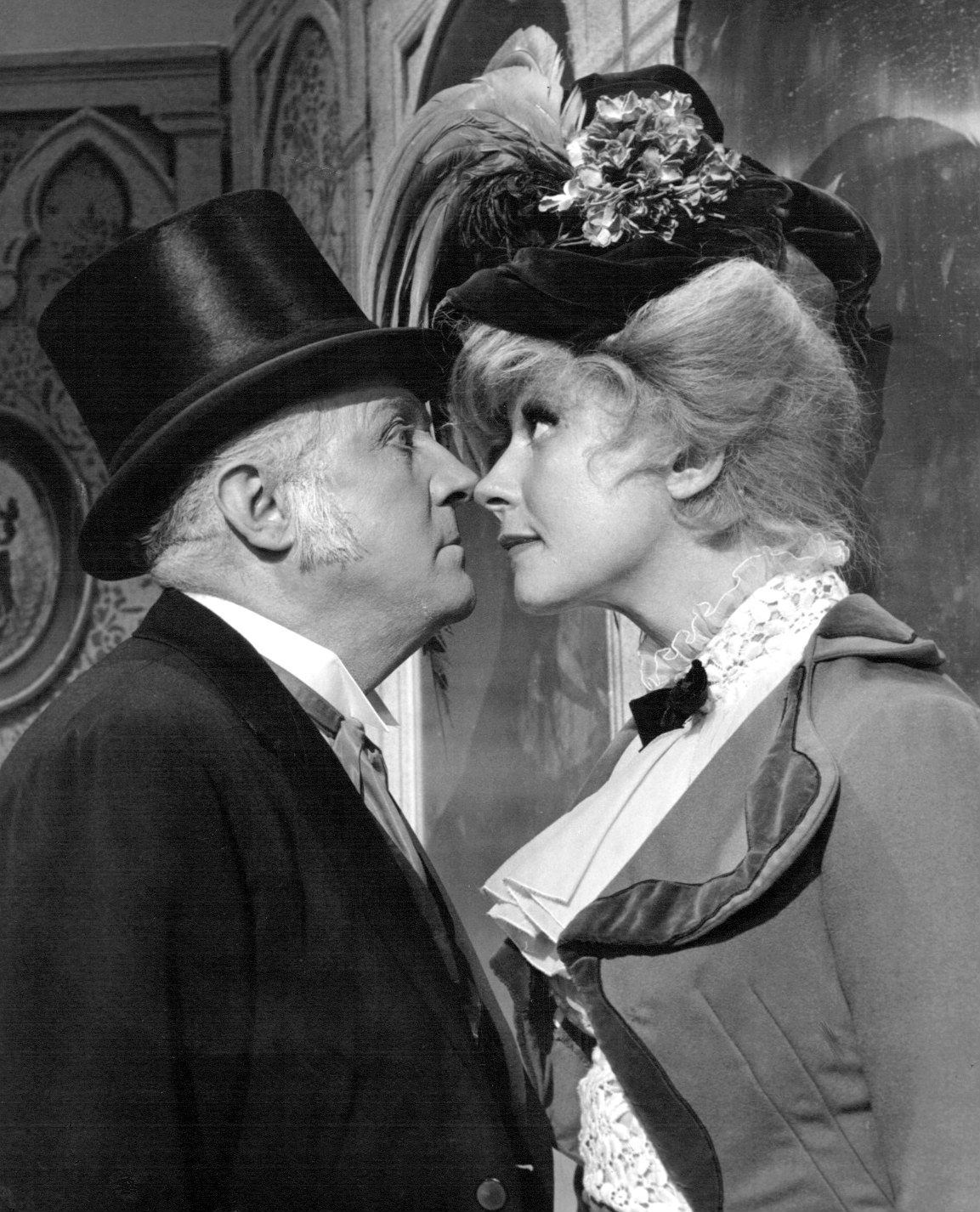
Dolly (Carol Channing) ed Horace (Milo Boulton) in tribunale (tour statunitense, 1966)

Cornelius e Barnaby non hanno i soldi per una carrozza e convincono Irene e Molly che camminare fino al ristorante sia l'ultima moda (Elegance). Intanto all'Harmonia Gardens Rudolph, il maître di sala, ordina ai cameriere che tutto quella sera dovrà essere impeccabile e migliore del solito, dato che ospiteranno una cliente di vecchia data assente da tempo (Waiters' Gallop). Horace incontra Ernestina, che non è né ricca né affascinante quanto Dolly gli ha fatto credere, tanto che la Money se ne va dopo poco tempo, annoiata dalla conversazione di Horace. Cornelius e Barnaby arrivano all'Harmonia Garden, senza sapere che là si trovi anche Horace; Irene e Minnie, intanto, sono state ispirate dall'opulenza della sala e cominciano ad ordinare i piatti più costosi, con gran costernazione dei due impiegati, a cui resta solo un dollaro. Dolly arriva trionfalmente al ristorante, accolta con tutti gli onori dallo staff (Hello, Dolly!). La donna si siede nel posto lasciato vuoto da Ernestina e comincia a mangiare un'enorme e costosissima cena, dicendo ad Horace che non importa cosa lui dirà, lei non lo sposerà in ogni caso.
Barnaby ed Horace chiamo il cameriere allo stesso tempo e, nella confusione che segue, i due uomini si scambiano accidentalmente il portafogli: Barnaby è deliziato nello scoprire di poter pagare la cena, mentre Horace è mortificato nel trovare solo spiccioli nel suo borsellino. Barnaby e Cornelius realizzano di aver preso il portafogli di Horace e cercano di portare Minnie e Irene via dal ristorante, ma il loro datore di lavoro riconosce loro e anche la nipote ed Ambrose durante la gara di Polka (The Polka Contest). Si scatena una lite tra tutti i personaggi che termina in tribunale.
Cornelius e Barnaby finalmente confessano di non essere mai stati a New York, ma Cornelius afferma che anche se dovesse passare il resto della vita a scavare fossi non dimenticherebbe mai quel giorno, dato che ha incontrato Irene. Ambrose, Barnaby e Cornelius professano il loro amore per le rispettive donne (It Only Takes A Moment) e Dolly perora la loro causa davanti al giudice dicendo che la loro colpa è solo quella di essere innamorati. Ii giudice li assolve e condanna Horace a pagare i danni. Dolly allora menzione ancora il matrimonio ed Horace risponde che non la sposerebbe neanche se fosse l'ultima donna al mondo. Dolly, umiliata, gli dice addio, affermando che mentre Horace vivrà la sua vita triste e sola da taccagno lei si godrà gli anni che le restano (So Long, Dearie).
La mattina successiva, di nuovo a Yonkers, Ambrose, Barnaby, Cornelius, Ermengarde, Irene e Minnie si preparano alle loro nuove vite, mentre un mortificato Horace realizza di aver bisogno di Dolly nella sua vita. Ma la donna non sa cosa rispondere, finché non riceve un segno dal marito Ephram. Horace infatti ripete un adagio che era solito pronunciare il primo marito: il denaro è come letame, non vale niente se non lo si spande in giro per far crescere i germogli. Horace confessa a Dolly quanto noiosa fosse la vita senza di lei e, alla fine, la donna lo accetta e promette di non andarsene mai più (Hello Dolly! (reprise)).

## Numeri musicali
- Prologue ("Hello, Dolly!") - Orchestra
- Call On Dolly - Ensemble
- I Put My Hand In — Dolly
- It Takes A Woman — Horace, Cornelius, Barnaby e uomini
- It Takes A Woman (Reprise) - Horace
- World, Take Me Back - Dolly
- Put On Your Sunday Clothes — Cornelius, Barnaby, Dolly, Ambrose, Ermengarde ed Ensemble
- Ribbons Down My Back — Irene
- Ribbons Down My Back (Reprise) - Irene
- Motherhood March — Dolly, Irene, Minnie, Horace
- Dancing — Dolly, Cornelius, Barnaby, Irene, Minnie, Ballerini
- Love, Look In My Window - Dolly
- Before the Parade Passes By — Dolly
- Finale Act I: Before The Parade Passes By - Dolly

- Entr'acte - Orchestra
- Elegance — Cornelius, Barnaby, Irene, Minnie
- The Waiters' Gallop — Rudolph e camerieri
- Hello, Dolly! — Dolly, Rudolph, Camerieri, Cuochi
- The Waiters' Gallop (Reprise) - Rudolph e camerieri
- The Polka Contest — Orchestra
- It Only Takes a Moment — Cornelius e Irene, prigionieri e poliziotti
- So Long, Dearie — Dolly
- Finale Act II: Hello, Dolly! / Dancing / It Only Takes A Moment / Put On Your Sunday Clothes / Hello, Dolly! — Ensemble

## Storia degli allestimenti
Il musical debuttò a Broadway nel 1964 e vi rimase in scena per quasi sette anni e un totale di 2844 repliche; la produzione originale vinse dieci Tony Awards, tra cui miglior musical, miglior colonna sonora originale, miglior libretto di un musical e miglior attrice protagonista a Carol Channing, la storica interprete del ruolo di Dolly. Channing, infatti, ha interpretato il ruolo più di chiunque altro nella storia del musical, apparendo in diverse produzioni: a Broadway nel 1964, nel 1978 e nel 1995, nei tour statunitensi del 1965 (in cui rimase per 33 mesi consecutivi), del 1977, del 1982 e 1994 e nella produzione londinese nel 1979. Il musical ha goduto di grande successo internazionale ed è stato messo in scena in numerosi Paesi, tra cui Gran Bretagna, Italia, Austria, Messico, Germania, Israele, Spagna e Paesi Bassi. Attualmente, Hello, Dolly! è il ventesimo musical più longevo di Broadway e nel 1969 Gene Kelly ne ha diretto un adattamento cinematografico con Barbra Streisand che, seppur assai poco apprezzato dalla critica e di modesto successo finanziario, ha vinto tre Oscar.
Il ruolo di Dolly Levi ha sempre richiamato interpreti di eccezione, come Ginger Rogers (Broadway, 1965), Martha Raye (Broadway, 1967), Betty Grable (1967), Phyllis Diller (Broadway, 1969), Ethel Merman (Broadway, 1970), Pearl Bailey (Broadway, 1967 e 1975), Barbra Streisand (film del 1969), Dorothy Lamour, Mimi Hines, Eve Arden, Ann Sothern, Michele Lee, Alice Faye, Madeline Kahn, Edie Adams, Yvonne De Carlo nei tour statunitensi, Mary Martin (Londra, 1965), Dora Bryan (Londra, 1966), Hanna Maron (Tel Aviv, 1968), Betty White (Kenley, 1979), Molly Picon (North Shore, 1971), Dorothy Collins (Elmsford, 1980), Madeline Kahn (Houston, 1992), Silvia Pinal (Città del Messico, 1996), Loretta Goggi (Italia, 1999), Anita Dobson (Tour inglese, 2008), Tovah Feldshuh (New Jersey, 2011), Samantha Spiro (Londra, 2010), Janie Dee (Leicester, 2011), Bette Midler e Donna Murphy (Broadway, 2017), Bernadette Peters (Broadway, 2018), Betty Buckley (tour statunitense, 2018), Carolee Carmello (tour statunitense, 2019) e Imelda Staunton (Londra, 2022).

## Personaggi e interpreti
| Personaggi           | Descrizione | Broadway, 1964        | Altri interpreti |
| -------------------- | --- | --------------------- | --- |
| Dolly Gallagher Levi | Vedova di mezza età che ha deciso di ricominciare a vivere. Assunta da Horace per combinare il matrimonio di Ermengarde. | Carol Channing        | Eve Arden, Pearl Bailey, Vivian Blaine, Dora Bryan, Betty Buckley, Carolee Carmello, Thelma Carpenter, Nell Carter, Carole Cook, Yvonne De Carlo, Victoria Clark, Anita Dobson, Dorothy Collins, Janie Dee, Phyllis Diller, Alice Faye, Tovah Feldshuh, Loretta Goggi, Betty Grable, Randy Graff, Mimi Hines, Dee Hoty, Cady Huffman, Madeline Kahn, Dorothy Lamour, Beth Leavel, Michele Lee, Ruta Lee, Vicki Lewis, Hanna Maron, Mary Martin, Marilyn Maye, Ethel Merman, Andrea McArdle, Bette Midler, Donna Murphy, Lenora Nemetz, Nancy Opel, Bibi Osterwald, Bernadette Peters, Molly Picon, Silvia Pinal, Martha Raye, Ginger Rogers, Ann Sothern, Samantha Spiro, Imelda Staunton, Sally Struthers, Leslie Uggams, Betty White, Jo Anne Worley, Karen Ziemba |
| Horace Vandergelder  | Proprietario del negozio Hay & Feed, vedovo e "mezzo milionario".                                                        | David Burns           | Gary Beach, Cab Calloway, Walter Charles, Allan Corduner, Richard Deacon, Victor Garber, David Hyde Pierce, Lionel Jeffries, John Patrick Lowrie, Bill McCutcheon, Andy Nyman, John O'Hurley, John Schuck, Max Showalter, Chuck Wagner, Richard White |
| Cornelius Hackl      | L'energico impiegato di Horace                                                                                           | Charles Nelson Reilly | Gavin Creel, Santino Fontana, Davis Gaines, Garrett Lewis, Will Mackenzie, Rob McClure, Russell Nype |
| Barnaby Tucker       | Tenero assistente di Cornelius                                                                                           | Jerry Dodge           | Jay Armstrong Johnson, Tyrone Huntley, Danny Lockin, Charlie Stemp, Taylor Trensch |
| Irene Molloy         | Una giovane vedova e modista                                                                                             | Eileen Brennan        | Kate Baldwin, Colleen Fitzpatrick, Beth Fowler, Renata Fusco, Josefina Gabrielle, Ernestine Jackson, Florence Lacey, Jill Perryman, Laura Pitt-Pulford, Jenna Russell |
| Minnie Fay           | Amica e commessa di Irene                                                                                                | Sondra Lee            | Georgia Engel, Beanie Feldstein, Alix Korey, Vicki Lewis |
| Ambrose Kemper       | Giovane artista innamorato di Ermengarde                                                                                 | Igors Gavon           | |
| Ermengarde           | Nipote di Horace | Alice Playten         | Melanie Moore |
| Ernestina Money      | Giovane eccentrica ed aspirante cliente di Dolly                                                                         | Mary Jo Catlett       | Jennifer Simard |
| Rudolph              | Capocameriere all'Harmonia Gardens                                                                                       | David Hartman         | Bruce Barry, Morgan Freeman |